# Catunda

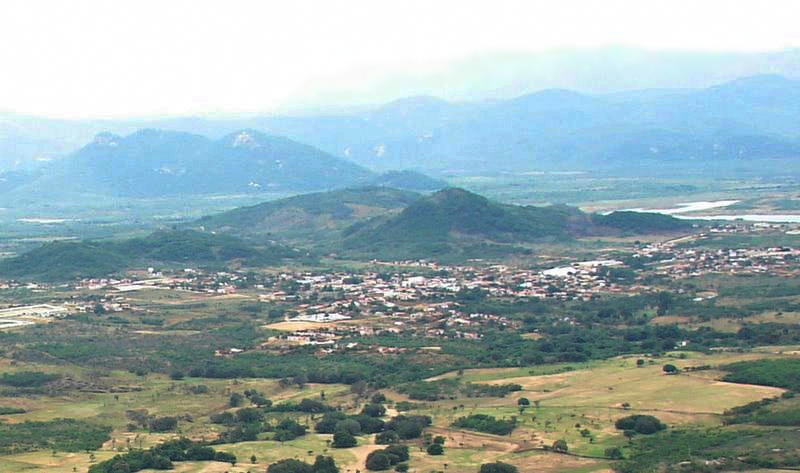
Catunda

Catunda este un oraș în statul Ceará (CE) din Brazilia.